# هليلج ايشلري
هليلج ايشلري (الاسم العلمي:Terminalia eichleri) هي نوع من النباتات يتبع جنس الهليلج من الفصيلة القمبريطية.